# Petre Blajovici

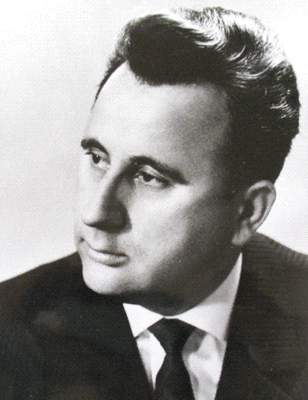
Petre Blajovici

Petre (Petru) Blajovici (* 26. August 1922 in Inand, Cefa, Kreis Bihor) ist ein ehemaliger rumänischer Politiker der Rumänischen Kommunistischen Partei PCR (Partidul Comunist Român), der unter anderem zwischen 1965 und 1967 Vize-Ministerpräsident sowie von 1967 bis 1969 Arbeitsminister war. Er war ferner zwischen 1980 und 1983 Botschafter in Simbabwe.

## Leben

### Schlosser, Parteifunktionär und Abgeordneter
Petre (Petru) Blajovici absolvierte nach dem Schulbesuch von 1937 bis 1940 zunächst eine Berufsausbildung als Schlosser im Fulgerul-Werk in Oradea und war anschließend zwischen 1940 und 1943 Schlosser in einer Schmiedewerkstatt in seinem Geburtsort Inand, ehe er von September 1943 bis Mai 1944 Schlosser in der Fabrik Mustad und Söhne in Timișoara. Nachdem er von Mai 1944 bis Oktober 1946 Militärdienst geleistet hatte, wurde er in Inand Sekretär der Front der Pflüger (Frontul Plugarilor), eine 1933 gegründete und von Petru Groza geführte linksorientierte Bauernpartei. Im Juni 1947 nahm er wiederum eine Tätigkeit als Schlosser auf, und zwar bei den Kommunalen Betrieben Oradea. Nachdem er im Dezember 1947  Rumänischen Kommunistischen Partei PCR (Partidul Comunist Român) wurde, war er zwischen Februar und Oktober 1948 Sekretär des Parteikomitees der Kommunalen Betriebe Oradea. Im Anschluss war er von Oktober 1948 bis September 1949 Pressereferent in der Abteilung Propaganda und Agitation des Parteikomitees im Kreis Bihor sowie zugleich Sekretär des Stadtparteikomitees Vașcău. Nachdem er von September 1949 bis März 1950 Sekretär des Stadtparteikomitees Beiuș war, besuchte er die Partei-Mittelschule in Cluj.
Im Anschluss war Blajovici zunächst von 1950 bis 1951 Erster Sekretär des Parteikomitees Câmpeni und wurde 1951 Mitglied des Parteikomitees im Kreis Cluj. Er fungierte zwischen Juni 1952 und Oktober 1954 als Wirtschafts- und Landwirtschaftssekretär des Parteikomitees im Kreis Cluj sowie von Oktober 1954 bis zum 16. Februar 1957 Chef der Sektion Volksräte der Abteilung Führungsorgane von Partei, Gewerkschaften und Jugendorganisation des ZK der Rumänischen Arbeiterpartei PMR (Partidul Muncitoresc RomânPMR). Er absolvierte ein Studium an der Fakultät für Allgemeine Wirtschaft der Wirtschaftsakademie Bukarest (Academia de Studii Economice din București) sowie an der Akademie für Sozial- und Politikwissenschaften ( Academia de Stiinte Sociale si Politice) „Ștefan Gheorghiu“ und erwarb einen Doktor der Wirtschaftswissenschaften. Im Anschluss war er zwischen dem 17. Juni und Dezember 1960 Erster Sekretär des Parteikomitees der Region Timiș. Auf dem Achter Parteitag der PMR (20. bis 26. Juni 1960) wurde er Kandidat des Zentralkomitees (ZK) der PCR und fungierte von Dezember 1960 bis 1965 als Erster Sekretär des Parteikomitees der Region Banat. 1961 wurde er Mitglied der Großen Nationalversammlung (Marea Adunare Națională) und gehörte dieser bis 1980 an.

### Vize-Ministerpräsident und Arbeitsminister
Am 18. März 1965 übernahm Petre Blajovici im Kabinett Maurer II den Posten als einer der Vize-Ministerpräsidenten (Vicepreședinte al Consiliului de Miniștri) und hatte diesen Posten auch im Kabinett Maurer III (21. August 1965 bis 8. Dezember 1967). Auf dem Neunten Parteitag der PCR (19. bis 24. Juli 1965) wurde er Mitglied des Zentralkomitees (ZK) der PCR und gehörte diesem Gremium bis zum Zwölften Parteitag der PCR (19. bis 23. November 1979) an. Im Kabinett Maurer IV wurde er am 9. Dezember 1967 Arbeitsminister (Ministrul muncii) und hatte dieses Amt bis zum 13. März 1969. Im Kabinett Maurer V fungierte er zwischen dem 2. Juni 1969 und dem 19. April 1973 im Range eines Ministers als Präsident des Komitees für Angelegenheiten der Kommunalverwaltung (Președintele Comitetului pentru Problemele Administrației Locale). 
Auf dem Zehnten Parteitag der PCR (6. bis 12. August 1969) wurde Blajovici zudem Kandidat des Exekutivkomitees des ZK und hatte diese Funktion bis zum Elften Parteitag der PCR (24. bis 27. November 1974) inne. Er fungierte zwischen dem 19. April 1973 und dem 25. Januar 1977 als Erster Sekretär des Parteikomitees im Kreis Bihor und war zugleich in Personalunion Präsident des Exekutivkomitees des Volksrates dieses Kreises.  Während dieser Zeit gehörte er zwischen dem 18. März 1975 und dem 9. Juli 1977 in der Großen Nationalversammlung dem Ausschuss für Volksräte und Staatsverwaltung als Mitglied an.

### Staatssekretär, Botschafter und Auszeichnungen
Am 27. Januar 1977 kehrte Blajovici in die Regierung zurück und war bis zum 22. Februar 1980 Staatssekretär im Landwirtschaft und Nahrungsmittelindustrie sowie Leiter der Nahrungsmittelindustrie dieses Ministeriums. Daneben war er auch Mitglied des Obersten Rates für wirtschaftliche und soziale Entwicklung. Auf dem Zwölften Parteitag der PCR (19. bis 23. November 1979) wurde er schließlich Mitglied der Zentralen Revisionskommission der PCR und gehörte dieser bis zum Dreizehnten Parteitag der PCR (19. bis 22. November 1984) an.
Am 16. Mai 1980 wurde Petre Blajovici erster Außerordentlicher und Bevollmächtigter Botschafter in Simbabwe, das am 18. April 1980 die Unabhängigkeit vom Vereinigten Königreich erhalten hatte. Diesen Posten hatte er bis zu seiner Ablösung durch Gheorghe Badrus am 1. Juli 1983 inne. Zuletzt wurde er im Juli 1984 Vorsitzender der Vereinigung der Genossenschaften des Handwerks im Kreis Bihor.
Für seine langjährigen Verdienste wurde Blajovici mehrfach ausgezeichnet und erhielt unter anderem 1954 den Orden der Arbeit Dritter Klasse (Ordinul Muncii), 1962 den Orden der Arbeit Erster Klasse, 1964 den Stern der Volksrepublik Rumänien Dritter Klasse (Ordinul Steaua Republicii Populare Române), 1966 den Orden Tudor Vladimirescu Zweiter Klasse (Ordinul Tudor Vladimirescu), 1969 die Medaille zum 25. Jahrestag der Befreiung des Vaterlandes (Medalia „A 25-a aniversare a eliberarii patriei“) sowie 1971 den Orden 23. August Erster Klasse (Ordinul 23. August) sowie die Medaille zur Befreiung vom faschistischen Joch (Medalia „Eliberarea de sub jugul fascist“).